# Scaphisoma bicoloripenne
Espèce
Scaphisoma bicoloripenne est une espèce de coléoptères de la famille des Staphylinidae et de la sous-famille des Scaphidiinae. Elle a une longueur allant de 1,50 à 1,60 mm et une largeur qui va de 1,08 à 1,15 mm

## Répartition et habitat
Cette espèce est décrite des Philippines.